# Cobra-camelão
A cobra-camelão (Homalophis gyii), descoberta em 2005 nas florestas de Bornéu tem a capacidade de mudar de cor espontaneamente, atividade feita pelos camaleões e alguns seres marinhos o que a torna diferente das demais cobras.
Apesar de ser um réptil, essa espécie é vivípara ao contrário dos outros répteis que são ovíparos, a cobra-camaleão não bota ovo para se reproduzir, ela tem uma reprodução interna. 
Encontrada no Parque Nacional de Betung, lado indonésio da ilha, é uma serpente venenosa que mede cerca de 30 centímetros. Segundos os cientistas o animal muda de cor com a intenção de escapar dos predadores.